# ヤンブリューゲル (競走馬)
ヤンブリューゲル（Jan Brueghel）は、アイルランドの競走馬である。主な勝ち鞍は2024年のセントレジャーステークス、2025年のコロネーションカップ。

## 概要

### 3歳（2024年）
5月25日のカラ競馬場の未勝利戦をライアン・ムーアを背にデビューを果たして初勝利を挙げた。
続いて6月29日のアイリッシュインターナショナルステークス(G3)に単勝オッズ1.6倍の圧倒的人気を集めて出走。2番手の追走して、最後は追い比べとなるもクビ差で競り勝って連勝。古馬を相手にグループ競走初制覇を果たした。
8月1日のゴードンステークス(G3)でも圧倒的な1番人気に推されての出走。逃げ馬から5馬身ほど離れたところで2番手追走。直線で早めに差を詰めると、残り2ハロンを過ぎたところで先頭に立つ。最後はベラムジャスタムに並び掛けられるもクビ差で競り勝った。これでグループ競走連勝かつ無傷の3連勝とした。
9月14日のセントレジャーステークス(G1)では鞍上にショーン・レヴィーを迎えて1番人気タイで出走。道中は先頭から3馬身差ほど離れた4番手で流れに乗って追走。直線に向かうところで隊列が一固まりとなり、残り2ハロンで1番人気を分け合った同厩のイリノイの一騎打ちとなる。併せ馬の状態のままイリノイが粘るも最後の100ヤードで前に出てクビ差で競り勝ち、無傷の4連勝でG1初制覇を果たした。
続いて11月5日にオーストラリアのフレミントン競馬場で行われるメルボルンカップに出走するべく現地入りした。しかし、レース前のCTスキャン検査により「故障のリスクが高い」と診断され競走除外となった。これについてA.オブライエン調教師は「我々には不運で、彼らには幸運ということさ。彼はハンデキャップが8ストーン7ポンド（約54kg）のG1ホースでライアン・ムーアが乗る。日々成長を続けているが、わずかな差でしか勝ったことがない。そんなところさ」、「RVは前にも後ろにも影があると言ったのだが、この段階の3歳馬には影とか亀裂とか、アレやコレやとあるものなんだ。バカバカしくなってくるよ。関係者に何も知らされないし」と語り、本馬の競走除外や検疫の厳しさについて不満を露わにした。その後、陣営は次走に香港ヴァーズを示唆したが準備期間の不足により回避。計4戦4勝の戦績で3歳シーズンを終えた。

### 4歳(2025年)
4月12日にカラ競馬場で行われたG3アレッジドステークスで始動する。レースでは二番手を追走したものの、ゲイレンの軽快な逃げを捕らえることができず、2馬身差をつけられての2着と初黒星を喫した。次走のコロネーションカップは、7頭立てながらほぼ全馬がG1での勝利ないし連対経験を持つ豪華な顔触れとなった。レースでは三番手を進んで残り2ハロンで先頭に立つと、カランダガンの外からの猛追を半馬身差抑えて勝利。2つ目のG1タイトルを挙げた。

## 血統表
| ヤンブリューゲルの血統      | ヤンブリューゲルの血統                     | ヤンブリューゲルの血統                     | （血統表の出典）                           | （血統表の出典） |
| 父系                        | サドラーズウェルズ系                       | サドラーズウェルズ系                       | サドラーズウェルズ系                       |                  |
| 父 Galileo 鹿毛 1998        | 父の父Sadler's Wells 鹿毛 1981             | Northern Dancer                            | Nearctic                                   | Nearctic         |
| 父 Galileo 鹿毛 1998        | 父の父Sadler's Wells 鹿毛 1981             | Northern Dancer                            | Natalma                                    |                  |
| 父 Galileo 鹿毛 1998        | 父の父Sadler's Wells 鹿毛 1981             | Fairy Bridge                               | Bold Reason                                | Bold Reason      |
| 父 Galileo 鹿毛 1998        | 父の父Sadler's Wells 鹿毛 1981             | Fairy Bridge                               | Special                                    |                  |
| 父 Galileo 鹿毛 1998        | 父の母Urban Sea 栗毛 1989                  | Miswaki                                    | Mr. Prospector                             | Mr. Prospector   |
| 父 Galileo 鹿毛 1998        | 父の母Urban Sea 栗毛 1989                  | Miswaki                                    | Hopespringseternal                         |                  |
| 父 Galileo 鹿毛 1998        | 父の母Urban Sea 栗毛 1989                  | Allegretta                                 | Lombard                                    | Lombard          |
| 父 Galileo 鹿毛 1998        | 父の母Urban Sea 栗毛 1989                  | Allegretta                                 | Anatevka                                   |                  |
| 母 Devoted To You 鹿毛 2007 | 母の父Danehill Dancer 鹿毛 1993            | *デインヒル                                | Danzig                                     | Danzig           |
| 母 Devoted To You 鹿毛 2007 | 母の父Danehill Dancer 鹿毛 1993            | *デインヒル                                | Razyana                                    |                  |
| 母 Devoted To You 鹿毛 2007 | 母の父Danehill Dancer 鹿毛 1993            | Mira Adonde                                | *Sharpen Up                                | *Sharpen Up      |
| 母 Devoted To You 鹿毛 2007 | 母の父Danehill Dancer 鹿毛 1993            | Mira Adonde                                | Lettre d'Amour                             |                  |
| 母 Devoted To You 鹿毛 2007 | 母の母Alleged Devotion 鹿毛 1988           | Alleged                                    | Hoist the Flag                             | Hoist the Flag   |
| 母 Devoted To You 鹿毛 2007 | 母の母Alleged Devotion 鹿毛 1988           | Alleged                                    | Princess Pout                              |                  |
| 母 Devoted To You 鹿毛 2007 | 母の母Alleged Devotion 鹿毛 1988           | Morning Devotion                           | Affirmed                                   | Affirmed         |
| 母 Devoted To You 鹿毛 2007 | 母の母Alleged Devotion 鹿毛 1988           | Morning Devotion                           | Morning Has Broken                         |                  |
| 母系(F-No.)                 | Sweet Hawthorn系(FN:F4-k)                  | Sweet Hawthorn系(FN:F4-k)                  | Sweet Hawthorn系(FN:F4-k)                  | [ § 2 ]          |
| 5代内の近親交配             | Northern Dancer：S3×M5、Prince John：M5×M5 | Northern Dancer：S3×M5、Prince John：M5×M5 | Northern Dancer：S3×M5、Prince John：M5×M5 | [ § 3 ]          |
| 出典                        | 1. 2. 3.                                   | 1. 2. 3.                                   | 1. 2. 3.                                   | 1. 2. 3.         |

- 全兄ソヴリン（英語版）は2019年アイリッシュダービー優勝馬。
- その他主な近親にサンダースノー、コロエバス、バランシーンなど。詳細はアウィンドイズライジング#主なファミリーラインを参照。